# Diecezja Malagi
Diecezja Malagi (łac. Dioecesis Malacitanus) – diecezja Kościoła rzymskokatolickiego w Hiszpanii. Należy do metropolii Grenady. Została erygowana 4 sierpnia 1486.